# USS Gamble (DD-123)
USS Gamble (DD–123/DM-15) là một tàu khu trục thuộc lớp Wickes của Hải quân Hoa Kỳ trong giai đoạn Chiến tranh Thế giới thứ nhất, sau cải biến thành một tàu rải mìn hạng nhẹ với ký hiệu lườn DM-15 và tiếp tục phục vụ trong Chiến tranh Thế giới thứ hai. Nó là chiếc tàu chiến duy nhất của Hải quân Hoa Kỳ được đặt tên theo hai anh em, Đại úy Hải quân Peter Gamble (1793-1814) và Thiếu tá John Marshall Gamble (1791-1836).

## Thiết kế và chế tạo
Gamble được đặt lườn vào ngày 12 tháng 11 năm 1917 tại xưởng tàu của hãng Newport News Shipbuilding & Dry Dock Company ở Newport News, Virginia. Nó được hạ thủy vào ngày 11 tháng 5 năm 1918, được đỡ đầu bởi cô Evelyn H. Jackson, họ hàng với Bộ trưởng Hải quân Josephus Daniels; và được đưa ra hoạt động vào ngày 29 tháng 11 năm 1918 dưới quyền chỉ huy của Hạm trưởng, Trung tá Hải quân H. J. Abbett.

## Lịch sử hoạt động

### Giữa hai cuộc thế chiến
Sau chuyến đi chạy thử máy huấn luyện ngoài khơi Virginia Capes, Gamble lên đường đi New York vào ngày 13 tháng 1 năm 1919 để tham gia thực tập cơ động ngoài khơi vùng biển Cuba; Key West, Florida; và New England cho đến tháng 6 năm 1919. Sau khi được đại tu tại Norfolk, Virginia, nó gia nhập Hạm đội Thái Bình Dương tại San Diego vào ngày 7 tháng 8 năm 1919, và hoạt động dọc theo bờ Tây Hoa Kỳ cho đến khi được đưa về lực lượng dự bị tại Xưởng hải quân Mare Island vào ngày 1 tháng 12 năm 1919. Đến tháng 10 năm 1920, nó được đưa ra khỏi lực lượng dự bị để hỗ trợ thực hành ngư lôi, cơ động cùng Lực lượng Chiến trận, và hoạt động dọc theo bờ biển California như tàu huấn luyện cho quân nhân dự bị. Gamble được cho xuất biên chế tại San Diego vào ngày 17 tháng 6 năm 1922.
Gamble nhập biên chế trở lại vào ngày 24 tháng 5 năm 1930; được tái xếp lớp với ký hiệu lườn DM-15 vào ngày 13 tháng 6, và được cải biến thành một tàu rải mìn hạng nhẹ tại Xưởng hải quân Mare Island. Chuyển từ vùng bờ Tây đến Trân Châu Cảng, nó trở thành soái hạm của Hải đội Rải mìn 2 vào tháng 7 năm 1930, rồi sau đó phục vụ như là soái hạm của Đội 1 trực thuộc Hải đội Rải mìn 1. Nó tuần tra tại vùng biển Hawaii, huấn luyện cho quân nhân dự bị kỹ thuật rải mìn, và hoạt động như tàu bảo vệ và cột mốc vô tuyến cho thủy phi cơ. Nó cũng tham gia các cuộc tập trận hạm đội hàng năm, cho đến khi quay trở về San Diego nơi nó lại được cho xuất biên chế vào ngày 22 tháng 12 năm 1937. Được cho nhập biên chế trở lại vào ngày 25 tháng 9 năm 1939, khi châu Âu sa vào cuộc chiến tranh mới, Gamble gia nhập Đội rải mìn 5 cho nhiệm vụ tuần tra và huấn luyện ngoài khơi San Francisco. Đến tháng 4 năm 1941, nó được chuyển đến Trân Châu Cảng làm nhiệm vụ tuần tra trong thành phần Đội rải mìn 2.

### Thế Chiến II
Vào ngày 7 tháng 12 năm 1941, Gamble quay trở về sau chuyến tuần tra ngoài khơi, khi buổi sáng Chủ nhật thanh bình của nó bị phá vỡ bởi đợt không kích đầu tiên của máy bay hoạt động trên tàu sân bay của Hải quân Đế quốc Nhật Bản. Xạ thủ trên con tàu đã tham gia hỏa lực phòng không cùng các con tàu khác, chứng kiến một máy bay đối phương rơi xuống bên mạn trái con tàu. Sau cuộc tấn công, nó tuần tra chống tàu ngầm trong thành phần hộ tống cho tàu sân bay Enterprise, và sau đó bảo vệ các lối ra vào Trân Châu Cảng. Đến giữa tháng 2 năm 1942, nó đi về phía Nam hộ tống một đoàn tàu vận tải đi Pago Pago, Samoa, rồi hợp cùng chiếc Ramsey rải một bãi mìn bảo vệ ngoài khơi Tutuila. Vào cuối, hai chiếc tàu rải mìn chuyển sang quần đảo Fiji rải một bãi mìn tại vùng biển Nadi từ ngày 7 đến ngày 14 tháng 4. Quay trở lại Trân Châu Cảng để được tái trang bị, Gamble giúp bảo vệ các đoàn tàu vận tải đi đến Midway vào giai đoạn diễn ra trận chiến mang tính bước ngoặt này, rồi đi về phía Nam cùng Breese và Tracy để rải một bãi mìn bảo vệ ở lối ra vào eo biển thứ hai ở Espiritu Santo, thuộc quần đảo New Hebride.
Ngày 27 tháng 8 năm 1942, Gamble gia nhập một đơn vị đặc nhiệm hướng đến Guadalcanal. Cho dù được thiết kế như một tàu khu trục rải mìn, con tàu cũ kỹ vẫn mang các thiết bị chống tàu ngầm. Sáng ngày 29 tháng 8, khi các trinh sát viên của nó phát hiện một tàu ngầm lớn, nó lập tức đi vào hoạt động; và sau nhiều đợt tấn công bằng mìn sâu, trên mặt biển nổi lên nhiều váng dầu, mảnh vỡ và nhiều bọt bong bóng lớn. Đối thủ của nó sau này được xác minh là chiếc tàu ngầm Nhật I-123 với bức điện vô tuyến sau cùng được đánh đi cho biết: "Đang chịu đựng sự tấn công ác liệt của đối phương". Xế trưa hôm đó, nó di chuyển hết tốc độ đến đảo Nura cứu vớt bốn phi công thuộc tàu sân bay Saratoga. Tiếp tục giúp đỡ trong chiến dịch Guadalcanal, nó vận chuyển 158 binh lính Thủy quân Lục chiến đến hòn đảo này vào ngày 31 tháng 8, tuần tra ngoài khơi Lunga Point, rồi vào ngày 5 tháng 9 đã giúp giải cứu khỏi mắc cạn chiếc William Ward Burrows và hộ tống nó đến Espiritu Santo, New Hebride.
Năm phút sau nữa đêm ngày 6 tháng 5 năm 1943, Gamble cùng với Preble và Breese đã đồng loạt chuyển hướng giữa các cơn mưa rào, tạo nên một đội hình lý tưởng. Di chuyển ở tốc độ 15 kn (28 km/h), các con tàu đã rải mìn ở khoảng cách mỗi 12 giây, rải khoảng 250 quả mìn trong khoảng 17 phút ngang qua eo biển Blackett, lối vào phía Tây của vịnh Kula ngay trên lối đi được ưa chuộng của các con tàu vận chuyển Tốc hành Tokyo Nhật Bản. Các con tàu sau đó di chuyển nhanh lên phía Bắc gia nhập thành phần bảo vệ cho lực lượng tuần dương-khu trục dưới quyền Chuẩn đô đốc Walden L. Ainsworth trước khi được tiếp nhiên liệu tại Tulagi. Trong đêm7-8 tháng 5, bốn tàu khu trục Nhật đã đi vào vùng biển bị cài mìn. Một chiếc, Kurashio, đắm ngay lập tức, trong khi hai chiếc khác, Oyashio và Kagero, bị hư hại nặng và phải ra tín hiệu cầu cứu chiếc Michishio đến trợ giúp. Được thông báo bởi một trinh sát viên duyên hải, máy bay Đồng Minh đã đến ngăn chặn việc cứu hộ, đánh chìm Oyashiovà Kagero cùng làm hư hại nặng Michishio, buộc nó phải lết quay trở lại căn cứ.
Vào ngày 30 tháng 6 năm 1943, trong cuộc chiếm đóng New Georgia, Gamble rải một bãi mìn ngoài khơi bãi đổ bộ trước khi quay trở về Tulagi. Đến tháng 7, nó quay trở về Hoa Kỳ để đại tu. Nó lại hướng sang phía Tây vào ngày 20 tháng 9 năm 1943, nơi nhiệm vụ rải mìn đưa nó đến vịnh Nữ hoàng Augusta vào ngày 1-2 tháng 11 năm 1943 để hỗ trợ các hoạt động đổ bộ; đến eo biển Bougainville ngày 7-8 tháng 11; vịnh Purvis thuộc đảo Florida ngày 23-24 tháng 11; rồi đến khu vực quần đảo New Hebride làm nhiệm vụ hộ tống dọc theo quần đảo Solomon cho đến khi nó quay trở về San Francisco vào ngày 12 tháng 10 năm 1944.
Sau một đợt đại tu và huấn luyện ôn tập, Gamble rời San Diego vào ngày 7 tháng 1 năm 1945, đi ngang qua Hawaii và quần đảo Marshall hướng đến Iwo Jima, đến nơi vào ngày 17 tháng 2. Nó cung cấp hỏa lực hỗ trợ cho các đơn vị quét mìn, và phá hủy các quả thủy lôi trôi dạt, từng phá hủy một kho đạn đối phương dưới chân núi Surabachi.
Ngày 18 tháng 2 năm 1945, Gamble trúng hai quả bom 250 lb (110 kg) ngay phía trên mực nước, khiến cả hai phòng nồi hơi bị ngập nước và nó chết đứng giữa biển, thủng hai lỗ dưới đáy lườn tàu. Mọi người tham gia vào việc kiểm soát hư hỏng, hàn kín lỗ thủng, chữa cháy và phóng bỏ mọi vật nặng xuống biển. Con tàu chịu tổn thất năm người thiệt mạng, một người mất tích và tám người bị thương. Trong khi lực lượng thủy quân lục chiến đổ bộ trên bờ Iwo Jima vào ngày hôm sau, Gamble được tàu chị em kéo đi rút lui, và bàn giao lại cho L8M-126. Nó về đến Saipan vào ngày 24 tháng 2, và được cặp bên mạn Hamul để sửa chữa.
Mọi hy vọng giữ lại Gamble trở nên mong manh. Con tàu được cho xuất biên chế vào ngày 1 tháng 6 năm 1945, và đến ngày 16 tháng 7, nó được kéo ra ngoài khơi cảng Apra, Guam, và bị đắnh đắm.

## Phần thưởng
Gamble được tặng thưởng bảy Ngôi sao Chiến trận do thành tích phục vụ trong Thế Chiến II.